# Campionato europeo femminile di pallacanestro Under-18 Division B 2016
Il Campionato europeo femminile di pallacanestro Under-18 2016 (noto anche come FIBA EuroBasket Women Under-18 2016) si è svolto in Bosnia ed Erzegovina, a Sarajevo.

## Classifica finale
| Pos     | Team                 |  |
| ------- | -------------------- |  |
| Oro     | Svezia               |  |
| Argento | Grecia               |  |
| Bronzo  | Bosnia ed Erzegovina |  |
| 4.      | Islanda              |  |
| 5.      | Bielorussia          |  |
| 6.      | Polonia              |  |
| 7.      | Germania             |  |
| 8.      | Irlanda              |  |
| 9.      | Portogallo           |  |
| 10.     | Finlandia            |  |
| 11.     | Inghilterra          |  |
| 12.     | Estonia              |  |
| 13.     | Ucraina              |  |
| 14.     | Danimarca            |  |
| 15.     | Bulgaria             |  |
| 16.     | Scozia               |  |
| 17.     | Romania              |  |
| 18.     | Macedonia            |  |
| 19.     | Albania              |  |